# Sistema de detecció i alarma d'incendis

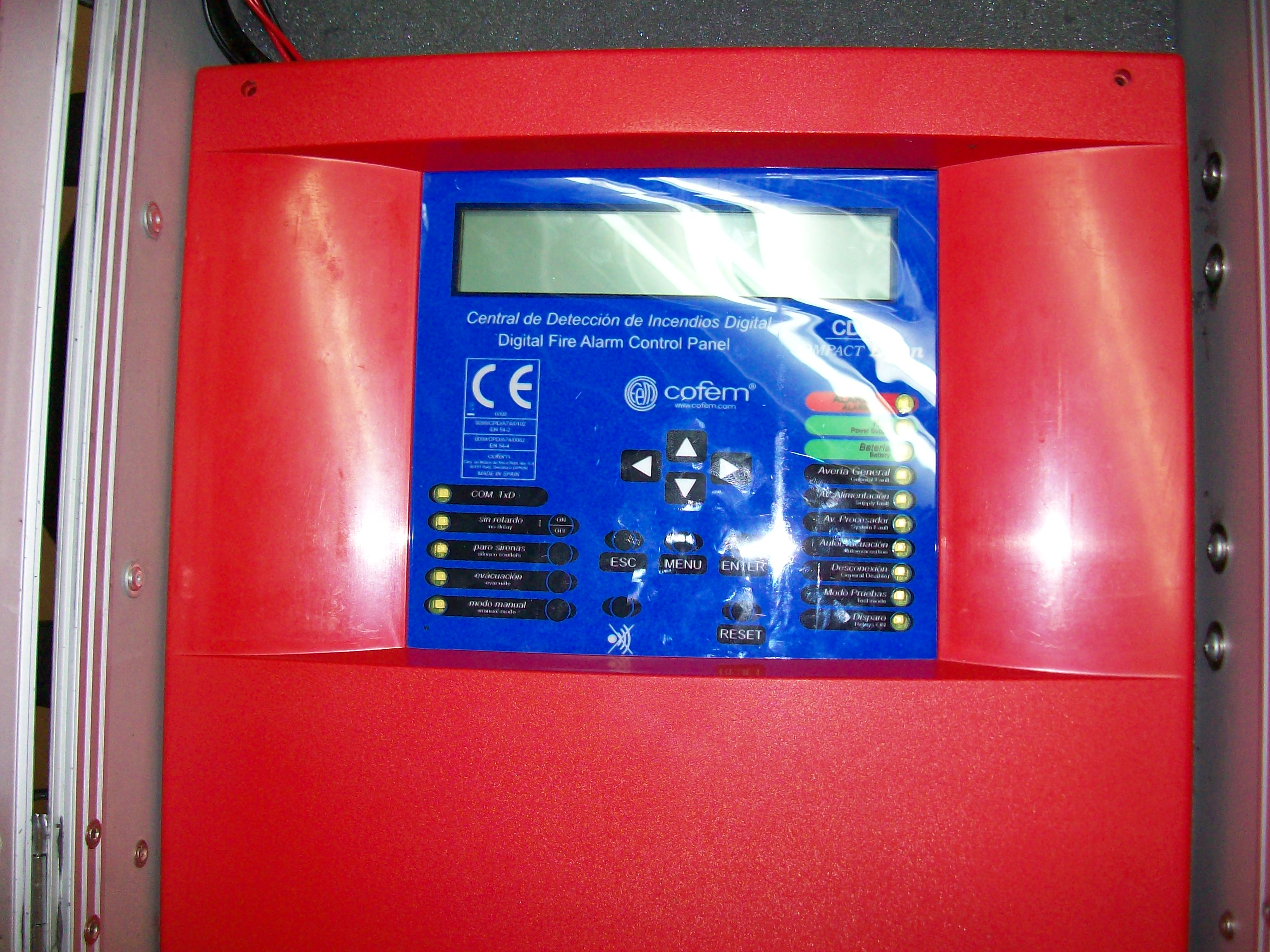
Equip de control i senyalització

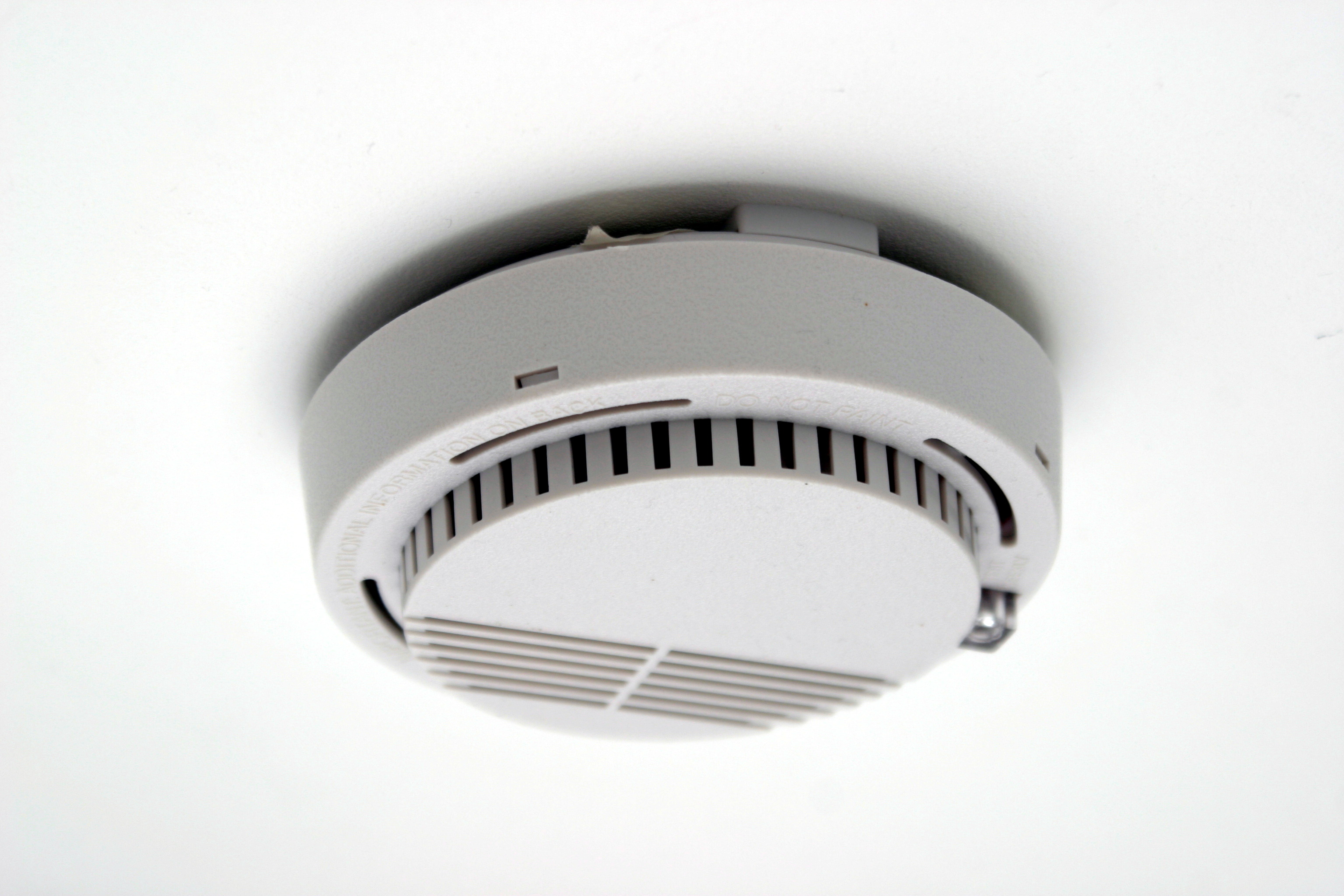
Detector automàtic d'incendi

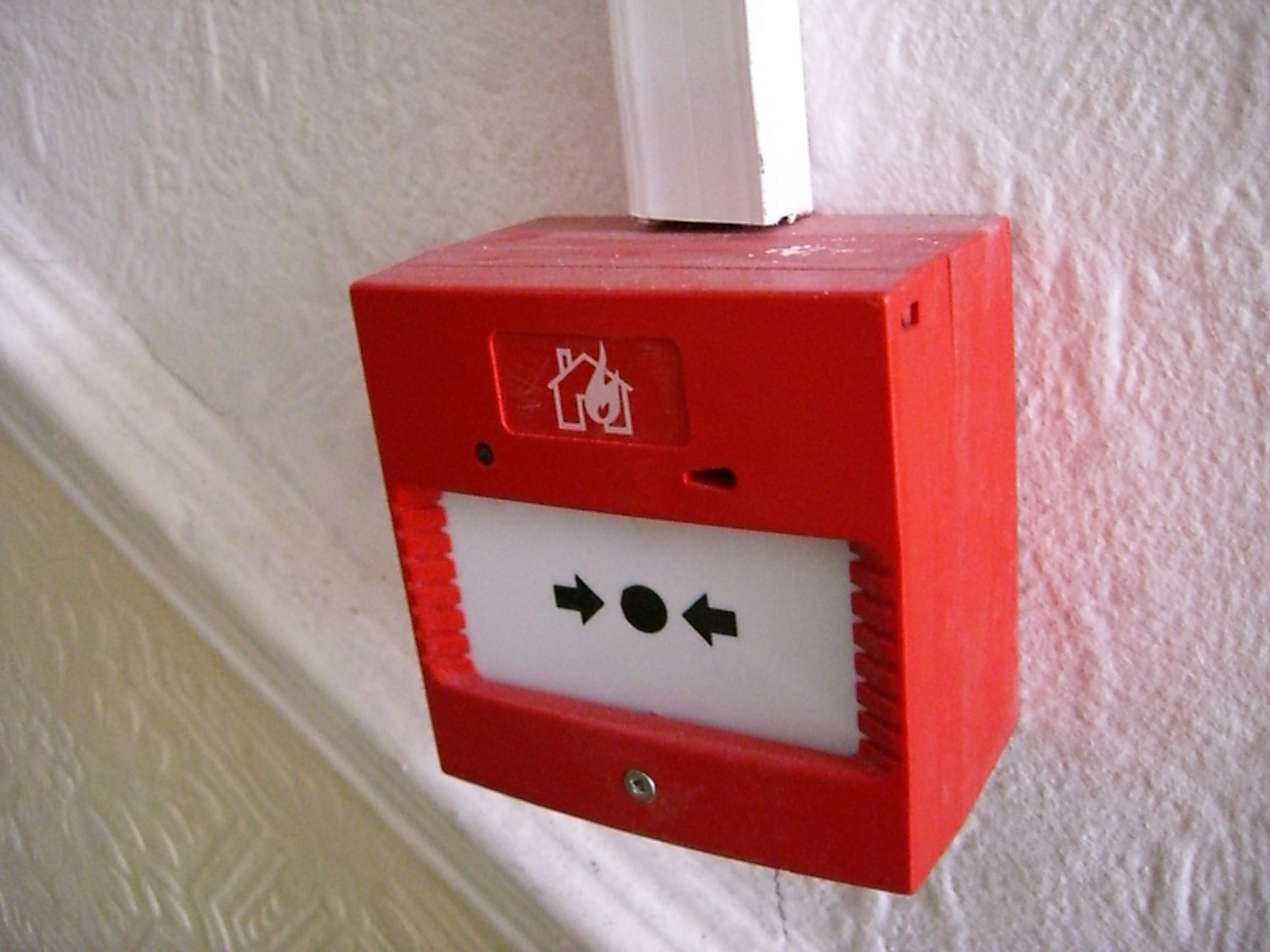
Polsador d'alarma

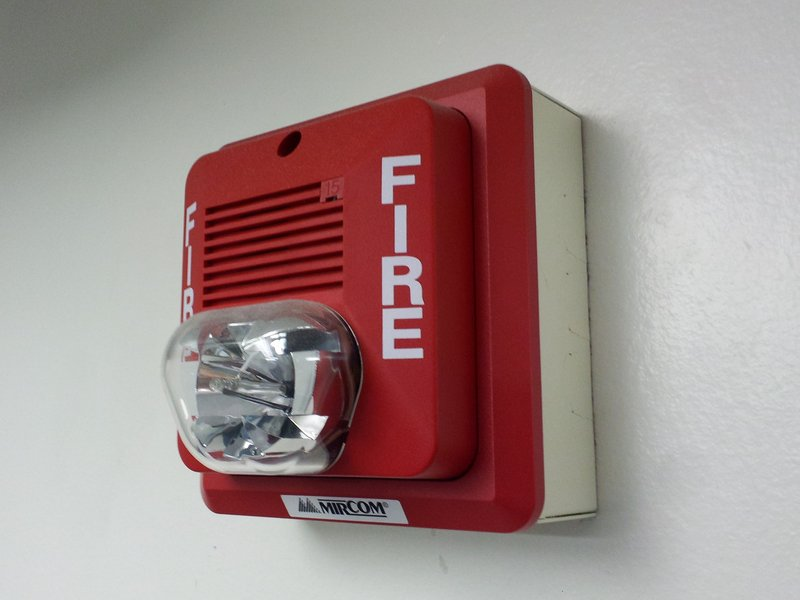
Dispositiu d'alarma acústica i visual

Un sistema de detecció i alarma d'incendis és aquell que avisa les persones quan es detecta fum, incendi, monòxid de carboni o altres emergències relacionades amb el foc. Aquestes alarmes es poden activar automàticament des de detectors d'incendi o també es poden activar manualment des de polsadors d'alarma d'incendi. Les alarmes emeten senyals acústics i visuals als ocupants de l'edifici, que poden estar seguits d'un missatge d'evacuació per veu amb instruccions concretes.

## Disseny
La normativa de protecció contra incendis de cada país determina quins edificis o establiments han d'estar equipats amb un sistema de detecció i alarma d'incendis. També descriu els criteris de disseny, instal·lació i manteniment d'aquests sistemes. Les principals normes són:
- Internacional: ISO 7240-14, és la norma internacional de disseny, instal·lació, posada en marxa i servei de sistemes de detecció i alarma d'incendis als edificis. Es va publicar l'agost de 2013; Comitè Tècnic ISO/TC 21/SC 3 Sistema de detecció i alarma d'incendis.[2]
- Estats Units d'Amèrica: NFPA 72, The National Fire Alarm Code, és un estàndard d'instal·lació establert i àmpliament utilitzat dels EUA.[3]
- Europa: EN 54: normativa europea d'obligat compliment, creada pel Comitè Europeu d'Estandardització (CEN).[4]
- Espanya: UNE 23007-14.[5]
- Alemanya: Vds 2095.[6]
- França: NF S61-936.[7]
- Itàlia: UNI 9795.[8]
- Regne Unit: BS 5839 Part 1.[9]

## Components
Un sistema de detecció i alarma d'incendis està format per:
- Detectors automàtics d'incendi: és un dispositiu que indica l'existència d’un foc, detectant algun dels fenòmens que l’acompanyen: fums, temperatura o radiació (ultraviolada o infraroja). Poden ser detectors de fum, detectors tèrmics o detectors de flama.[10]
- Polsadors d'alarma: aparell dissenyat per a l'activació manual en cas d'incendi. Pot actuar polsant un botó (europeu), o tirant d'una palanca (americà).
- Equip de control i senyalització: rep el senyal enviat pels detectors i polsadors; localitza el lloc on s'ha activat; transmet el senyal d'alarma a dispositius d'alarma audibles o visuals, a personal responsable, als equips de compartimentació o extinció automàtica; alimenta els detectors i altres components del sistema i supervisa el seu bon estat de funcionament.[11]
- Dispositiu d'alarma: tota alarma d'incendis generalitzada serà com a mínim amb mitjans acústics (timbre, sirena o megafonia). En llocs de molt soroll o amb ocupants sords, el senyal acústic s'ha de complementar amb senyals visuals d'alarma.[5]
- Font d'alimentació: subministra energia elèctrica a l'equip de control i senyalització. El sistema ha de tenir una font d'alimentació principal de la xarxa pública i una font d'alimentació de reserva amb bateries.[5]